# Bangolo
Bangolo est une ville et un département de Côte d'Ivoire, en Afrique de l'ouest, dans la région du Guémon.

## Administration
Une loi de 1978 a institué 27 communes de plein exercice sur le territoire du pays.
| Date d'élection | Identité                       | Parti    | Qualité         | Statut           |
| --------------- | ------------------------------ | -------- | --------------- | ---------------- |
| 1980            |                                | PDCI-RDA | Homme politique | élu              |
| 1985            | Oullaté Maurice Séraphin       | PDCI-RDA | Homme politique | élu              |
| 1990            | Oullaté Maurice Séraphin       | PDCI-RDA | Homme politique | élu              |
| 1995 à 2003     | Léopold Nemet (décédé en 2003) | PDCI-RDA | Homme politique | élu              |
| 2003            | Aimé Guiri                     |          | Homme politique | adjoint au maire |
| 2013            | Sah Tietemomon Evariste        | FPI      | Homme politique | élu              |

Le département de Bangolo compte 9 sous-préfectures : Bangolo, Blenimeouin, Béoué-Zibiao, Zéo, Gohouo-Zagna, Guinglo-Tahouaké, Kahin-Zarabaon, Diéouzon et Zou.

## Représentation politique
| Date d'élection | Identité   | Parti | Qualité         | Statut |
| --------------- | ---------- | ----- | --------------- | ------ |
| 2001            | Yroh Félix | FPI   | Homme politique | élu    |

## Société

### Démographie
| 1920                                                             | 1946 | 1970 | 1978   | 1998 | Estimation 2010 |
| ---------------------------------------------------------------- | ---- | ---- | ------ | ---- | --------------- |
|                                                                  |      |      | 10 042 |      | 19 259          |
| Nombre retenu à partir de 1920 : Population sans doubles comptes |      |      |        |      |                 |

## Sports
La ville dispose d'un club de football, l'Académie Boya FC, qui évolue en Championnat de Division Régionale, équivalent d'une « 4e division » .

## Villes voisines
- Duékoué au Sud ;
- Man au Nord.